# 大鳥居站

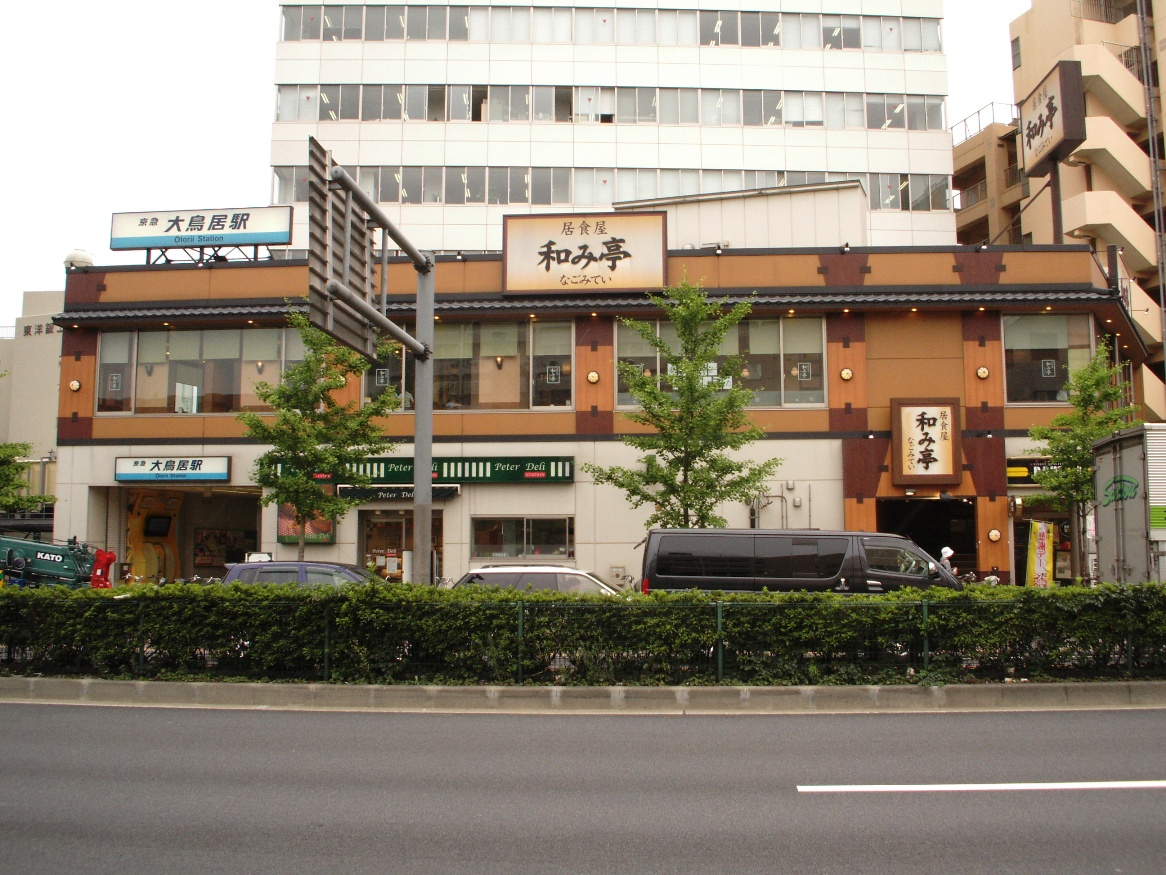
車站東口（2007年6月）

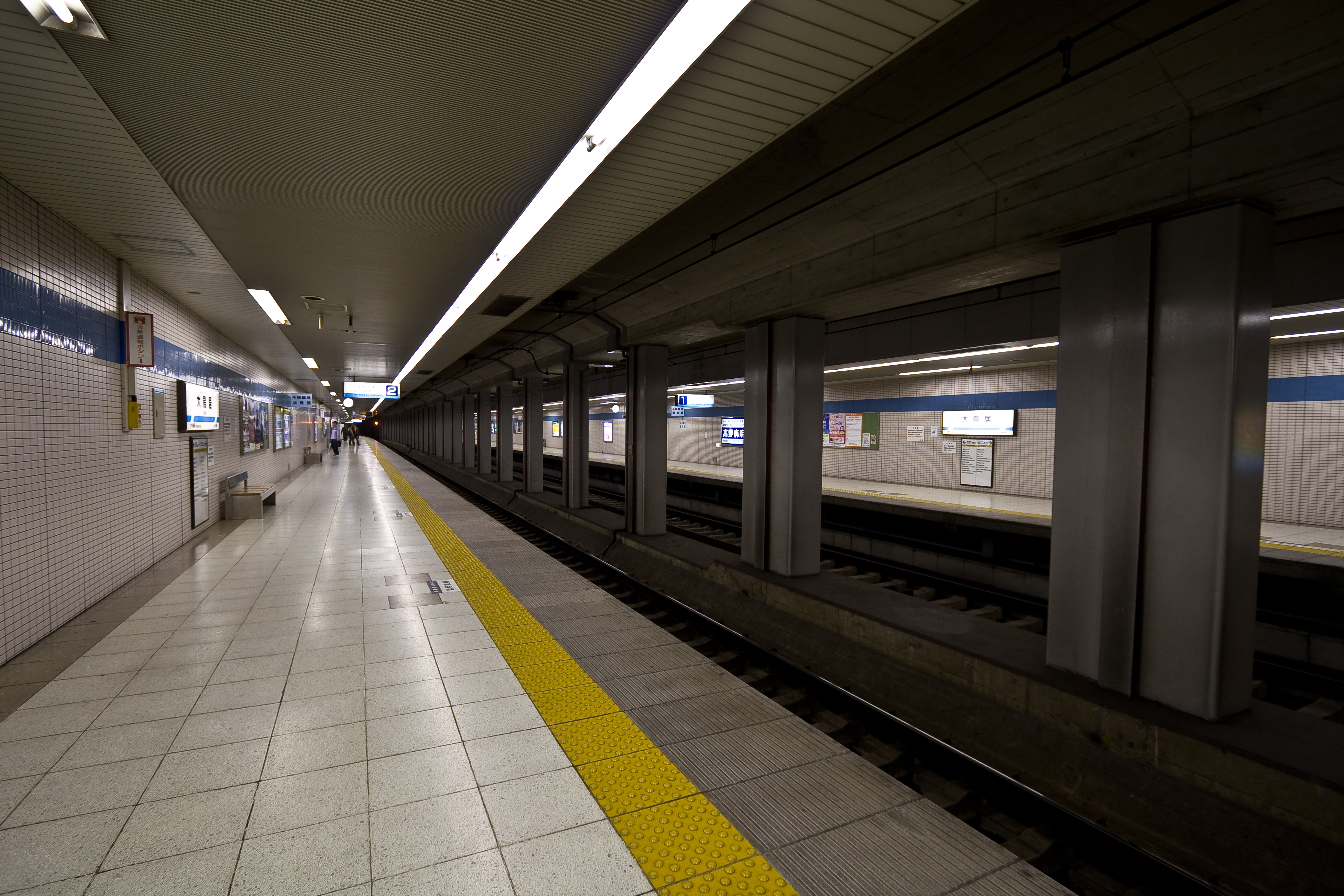
月台（2010年3月）

大鳥居站（日语：／ Ōtorii eki */?）是位於日本東京都大田區，屬於京濱急行電鐵機場線的鐵路車站。西口位於西糀谷三丁目、東口位於羽田一丁目，車站所在地是西糀谷。車站編號是KK13。

## 年表
- 1902年（明治35年）6月28日 - 車站啟用。
- 1985年（昭和60年） - 地下化工程動工[3]。
- 1988年（昭和63年）1月 - 往下行方向（穴守稻荷側）移動約160公尺[4]。
- 1993年（平成5年）3月 - 回到1988年以前的位置[4]。
- 1994年（平成6年）
  - 12月 - 月台延伸，撤除站內通道，設置下行線專用臨時站房[4]。
  - 12月10日 - 8輛編組開始運行開始[5]。
- 1997年（平成9年）11月23日 - 車站月台地下化[3]。最初剪票口只有一處。
- 2002年（平成14年）11月28日 - 東口剪票口啟用，原來的剪票口改稱為西口。
- 2010年（平成22年）5月16日 - 改點，成為機場急行停靠站。

### 名稱由來
來自於穴守稻荷神社的大鳥居。

## 構造
本站為側式月台2面2線地下車站，月台長度對應8輛編組。月台為西北西－東南東走向。站房、剪票口分為西口與東口，兩月台與各剪票口之間設有階梯與電扶梯。2010年12月西口大廳設置通往月台的電梯。
2012年10月21日改點起，午間與週六日夜間的品川方向機場急行升格為快特，橫濱方向機場急行以10分間隔運行。因此該時段從本站往都營淺草線新橋方向，或是品川、都營淺草線方向往本站時，需在京急蒲田站轉乘橫濱方向發出的機場急行。

### 月台配置
| 月台 | 路線   | 方向 | 目的地                              |
| ---- | ------ | ---- | ----------------------------------- |
| 1    | 機場線 | 下行 | 羽田機場（第1、第2、第3航站樓）方向 |
| 2    | 機場線 | 上行 | 品川、新橋方向 京急川崎、橫濱方向   |

## 利用狀況
2016年度1日平均上下車人次為29,815人。近年1日平均上車人次的推移如下表。
| 年度               | 1日平均 上下車人次 | 1日平均 上車人次 | 來源   |
| ------------------ | ------------------ | ---------------- | ------ |
| 1990年（平成02年） |                    | 9,660            | [ 8 ]  |
| 1991年（平成03年） |                    | 9,484            | [ 9 ]  |
| 1992年（平成04年） |                    | 9,337            | [ 10 ] |
| 1993年（平成05年） |                    | 9,937            | [ 11 ] |
| 1994年（平成06年） |                    | 10,499           | [ 12 ] |
| 1995年（平成07年） |                    | 10,571           | [ 13 ] |
| 1996年（平成08年） |                    | 10,603           | [ 14 ] |
| 1997年（平成09年） |                    | 10,405           | [ 15 ] |
| 1998年（平成10年） |                    | 10,441           | [ 16 ] |
| 1999年（平成11年） |                    | 9,984            | [ 17 ] |
| 2000年（平成12年） |                    | 10,118           | [ 18 ] |
| 2001年（平成13年） |                    | 10,304           | [ 19 ] |
| 2002年（平成14年） |                    | 10,964           | [ 20 ] |
| 2003年（平成15年） | 23,607             | 11,913           | [ 21 ] |
| 2004年（平成16年） | 24,635             | 12,485           | [ 22 ] |
| 2005年（平成17年） | 25,291             | 12,805           | [ 23 ] |
| 2006年（平成18年） | 26,300             | 13,315           | [ 24 ] |
| 2007年（平成19年） | 27,073             | 13,546           | [ 25 ] |
| 2008年（平成20年） | 27,396             | 13,575           | [ 26 ] |
| 2009年（平成21年） | 27,160             | 13,458           | [ 27 ] |
| 2010年（平成22年） | 27,570             | 13,665           | [ 28 ] |
| 2011年（平成23年） | 27,341             | 13,516           | [ 29 ] |
| 2012年（平成24年） | 26,957             | 13,340           | [ 30 ] |
| 2013年（平成25年） | 27,898             | 13,803           | [ 31 ] |
| 2014年（平成26年） | 28,380             | 14,033           | [ 32 ] |
| 2015年（平成27年） | 29,266             | 14,459           | [ 33 ] |
| 2016年（平成28年） | 29,815             |                  |        |

## 周邊
車站位於環八通與產業道路交點（大鳥居交差點）下。環八通在本站以西位於機場線南側，以東位於其北側。以前大鳥居交差點是兩個連續T字路口，平交道常造成堵塞與交通事故，1997年地下化後，交差點改良成一般的十字路口。
- 大田區役所（日语：大田区役所）羽田特別出張所
- 大田區役所大田東地域行政中心
- 大田區立濱竹圖書館
- 大田區立羽田圖書館
- 東京都立翼綜合高等學校（日语：東京都立つばさ総合高等学校）
- 東京都立城南職業能力開發中心大田校
- 萩中公園
- 大田萩中三郵便局
- 大田西糀谷三郵便局
- 大田東糀谷郵便局
- 首都高速道路1號羽田線、神奈川1號橫羽線羽田出入口
- 和民集團本社（東側地面站房直通）
- 世嘉互動（日语：セガ・インタラクティブ）本社（世嘉控股（日语：セガホールディングス）羽田1號館、羽田2號館）
- 東橫INN羽田機場1、2

### 路線巴士
最近的巴士站是環八通與產業道路的大鳥居巴士站。以下路線由京濱急行巴士（京急）與羽田京急巴士（羽田京急）運行。
- 森11系統：往大森站、往羽田機場國際線航廈（羽田京急）（僅早晨、深夜）
- 森21系統：往大森站、往羽田機場、經六間堀往羽田車庫（羽田京急）
- 森23系統：往大森站、往往羽田車庫（羽田京急）
- 蒲30系統：往蒲田站、往羽田機場國際線航廈（羽田京急）
- 蒲31系統：往蒲田站、往羽田機場（羽田京急）
- 蒲33系統：往蒲田站、經六間堀往羽田車庫（羽田京急）
- 蒲35系統：往蒲田站、往東糀谷六丁目（羽田京急）
- 蒲36系統：往蒲田站、往森崎（京急）
- 川76系統：往川崎站、往森崎（羽田京急）
- 蒲95系統＜蒲田Shuttle＞：往蒲田站、往羽田機場（羽田京急）
- 無編號：往羽田車庫、往大森東五丁目、往森崎（羽田機場）

## 其他
- 東急多摩川線延伸的蒲蒲線計畫延伸至本站與機場線連絡。但仍有許多問題須克服[34]。
- 為紀念世嘉人氣遊戲音速小子與魔法氣泡發售25周年紀念，京急與世嘉進行合作計畫「京急×SEGA」，2016年11月14日至12月17日本站站名看板加上音速小子與魔法氣泡的設計[35]。

## 相鄰車站
京濱急行電鐵
 機場線
■機場快特、■快特
通過
■特急、■機場急行、■普通
糀谷（KK12）－大鳥居（KK13）－穴守稻荷（KK14）

## 延伸閱讀
- . 京浜急行電鉄. 2008.

## 外部連結
- 大鳥居站（各站資訊） - 京濱急行電鐵（日語）